# Hapalotremus major
Hapalotremus major är en spindelart som först beskrevs av Chamberlin 1916.  Hapalotremus major ingår i släktet Hapalotremus och familjen fågelspindlar.
Artens utbredningsområde är Peru. Inga underarter finns listade i Catalogue of Life.